# 존 존스
존 존스(Jonathan Dwight "Jon" Jones)는 미국의 종합격투기 선수다. 세계 최고 종합격투기 단체 UFC의 제12대 UFC 라이트헤비급 챔피언이다.
심판의 오심에 의한 1패를 제외하면 무패전승의 파이터이다. 그 1패도 압도적으로 이기고 있다가 수직엘보우를 썼다고 하여 반칙패 선언을 하였다.
많은 전문가들이 반칙패가 아니라 감점을 주고 경기를 해야 했다고 말한다. UFC 데이나 화이트 회장도 존 존스는 한 번도 진적이 없는 파이터라고 언급하였다. 그리고 데이나 화이트 회장은 역대최강의 파이터는 존 존스라고 말한다.
김대환 해설위원 말로는 이미 마이크 타이슨과 무하마드 알리를 넘은 현존 최고의 파이터이며, 이를 비견할 자는 슈거 레이 로빈슨 밖에 없다고 경기 중 해설로 말하였다.
한국 나이 22살 때 프로데뷔를 해서 아직 근력과 경험이 완성되지 않은 23세의 나이에 UFC 역사 최연소 챔피언이되었고, 천재들 중에서도 가장 천재인 파이터이다.
주짓수 흰 띠 때 블랙벨트 료토 마치다를 주짓수 스탠딩 초크로 기절시켰고, 주짓수 흰 띠 때 블랙벨트 비토 벨포트를 주짓수 키락으로 서브미션 시켰다. 자신보다 레슬링 경력이 훨씬 긴 올림픽 레슬러 출신 다니엘 코미어를 코미어의 가장 큰 주특기이자 가장 큰 무기인 레슬링을 레슬링으로 압도해 버렸다. 존 존스와 만나기 전 올림픽 레슬러 출신 다니엘 코미어의 100% 테클(테이크다운) 방어율은 존 존스와 경기에서 1라운드 시작하자마자 얼마 안 되어서 깨져버렸다.
특히 겨우 23세의 나이에 챔피언에 등극할 때 프라이드 챔피언 출신 타격가 최전성기 30세 쇼군을 모든 면에서 어린 애 다루듯 압도하며 격투기 역사 최초로 타격으로 탭(쇼군이 엎드려 손 바닥으로 바닥을 두들기며 항복)을 받아 냈다.
존 존스는 자신의 전성기가 아닌 상대방의 최고 전성기 때 그 상대방의 최고 무기를 박살내 버리는 충격과 공포의 퍼포먼스를 보여주었다. UFC 챔피언의 평균 나이는 30대 초~중~후반이다. 힘과 근력부터, 각 무술분야의 완성도와 노련함 그 노련함으로 인한 라운드별 체력안배력 등 모든 것이 완성도가 다 굳혀지는 것이 보통 종합격투기는 30대 초~중~후반이 가장 많다. 존 존스는 난데없이 등장하여 25살 전에 챔피언들, 레전드들을 싹 다 압도적으로 쓸어버렸다.
존 존스는 난데없이 주짓수 흰 띠때 주짓수 블랙벨트들을 주짓수로 서브미션 시켜 버리고, 올림픽 레슬러 출신을 레슬링으로 압도해 버리고, 타격가를 타격으로 압도적으로 압도해 버리는, 충격과 공포 그 자체를 보여주었다.
존 존스의 상대 료토 마치다, 비토 벨포트, 차엘 소넨은 경기력 향상 금지 약물 적발이 된 적이 있으며, 다니엘 코미어도 존 존스와 1차전 때 호르몬 수치가 70대로 나왔다.
존 존스는 역대 UFC 챔피언전 승리를 가장 많이 한 파이터이다. [존 존스(타이틀전 16전 16승 0패)]
<선수들의 평가 등>
격투 스포츠를 오래 본 사람은, 존 존스가 역대 최고라고 인정한다.
현재 함자트 치마예프 등 많은 최고 파이터들은 역대 최강을 다 존 존스라고 인정한다.
최근 뜨고 있는 신성 패디 핌블렛도 역대 최강은 존 존스라고 말하였다.
2023년 3월 5일 존 존스의 3년만의 헤비급 복귀전에서 랭킹 1위 시릴 가네를 어린 애 다루듯 압도적으로 잡아내는 모습을 보고
하빕도 자신의 트위터에 존 존스가 고트라고 글을 올렸다.
드미트리우스 존슨도 존 존스가 고트라고 트위터에 글을 올렸다.
하빕의 아버지도 "Jon Jones Is A Gift From God, Jon Jones Is The Number 1 Among All Fighters"이라고 언급을 하였다.
일리아 토푸리아도 존 존스, 하빕 누가 최고인지에 대해, 모자를 갑자기 쓰더니 그 모자를 다시 벗는 제스처를 하면서
"모자를 이렇게 손을 대서 벗듯이 당연하게 존 존스가 고트다. 솔직히 알잖아. 누가 최고인지."라고 언급을 하였다.
존 존스는 승리 보너스 5천만원을 기부했다. 아쉽게도 존 존스의 기부 사실이 크게 알려지지 않았다.

## 전적
| 결과      | 전적        | 상대                  | 방식                          | 대회                               | 날짜             | 라운드, 시간 | 장소                          |
| --------- | ----------- | --------------------- | ----------------------------- | ---------------------------------- | ---------------- | ------------ | ----------------------------- |
| 승        | 28–1 (1 NC) | 스티페 미오치치       | TKO (스피닝 백 킥 & 펀치)     | UFC 309                            | 2024년 11월 16일 | 3R, 4:29     | 미국, 뉴욕 매디슨 스퀘어 가든 |
| 승        | 27–1 (1 NC) | 시릴 가네             | 서브미션 (길로틴 초크)        | UFC 285                            | 2023년 3월 4일   | 1R, 2:04     | 미국, 라스베이거스            |
| 승        | 26–1 (1 NC) | 도미닉 레예스         | 판정 (만장일치)               | UFC 247                            | 2020년 2월 8일   | 5R, 5:00     | 미국, 휴스턴                  |
| 승        | 25–1 (1 NC) | 티아고 산토스         | 판정 (스플릿)                 | UFC 239                            | 2019년 7월 6일   | 5R, 5:00     | 미국, 라스베이거스            |
| 승        | 24–1 (1 NC) | 앤서니 스미스         | 판정 (만장일치)               | UFC 235                            | 2019년 3월 2일   | 5R, 5:00     | 미국, 라스베이거스            |
| 승        | 23–1 (1 NC) | 알렉산더 구스타프손   | KO (펀치)                     | UFC 232                            | 2018년 12월 29일 | 3R, 2:02     | 미국, 잉글우드                |
| 무효 (NC) | 22–1 (1 NC) | 다니엘 코미어         | KO → 무효 (약물)              | UFC 214                            | 2017년 7월 29일  | 3R, 3:01     | 미국, 애너하임                |
| 승        | 22–1        | 오빈 생 프뤼          | 판정 (만장일치)               | UFC 197                            | 2016년 4월 23일  | 5R, 5:00     | 미국, 라스베이거스            |
| 승        | 21–1        | 다니엘 코미어         | 판정 (만장일치)               | UFC 182                            | 2015년 1월 3일   | 5R, 5:00     | 미국, 라스베이거스            |
| 승        | 20–1        | 글로버 테세이라       | 판정 (만장일치)               | UFC 172                            | 2014년 4월 26일  | 5R, 5:00     | 미국, 볼티모어                |
| 승        | 19–1        | 알렉산더 구스타프손   | 판정 (만장일치)               | UFC 165                            | 2013년 9월 21일  | 5R, 5:00     | 캐나다, 토론토                |
| 승        | 18–1        | 차엘 소넨             | TKO (파운딩)                  | UFC 159                            | 2013년 4월 27일  | 1R, 4:33     | 미국, 뉴어크                  |
| 승        | 17–1        | 비토 벨포트           | 서브미션 (킴우라)             | UFC 152                            | 2012년 9월 22일  | 4R, 0:54     | 캐나다, 토론토                |
| 승        | 16–1        | 라샤드 에반스         | 판정 (만장일치)               | UFC 145                            | 2012년 4월 21일  | 5R, 5:00     | 미국, 애틀랜타                |
| 승        | 15–1        | 료토 마치다           | 기술 서브미션 (길로틴 초크)   | UFC 140                            | 2011년 12월 10일 | 2R, 4:26     | 캐나다, 토론토                |
| 승        | 14–1        | 퀸튼 잭슨             | 서브미션 (리어 네이키드 초크) | UFC 135                            | 2011년 9월 24일  | 4R, 1:14     | 미국, 덴버                    |
| 승        | 13–1        | 마우리시오 후아       | TKO (니 & 펀치)               | UFC 128                            | 2011년 3월 19일  | 3R, 2:37     | 미국, 뉴어크                  |
| 승        | 12–1        | 라이언 베이더         | 서브미션 (기무라)             | UFC 126                            | 2011년 2월 5일   | 2R, 4:20     | 미국, 라스베이거스            |
| 승        | 11–1        | 블라디미르 마티우셴코 | TKO (엘보)                    | UFC Live: Jones vs. Matyushenko    | 2010년 8월 1일   | 1R, 1:52     | 미국, 샌디에이고              |
| 승        | 10–1        | 브랜든 베라           | TKO (엘보)                    | UFC Live: Vera vs. Jones           | 2010년 3월 21일  | 1R, 3:19     | 미국, 브룸필드                |
| 승        | 9–1         | 제이크 오브라이언     | 서브미션 (길로틴)             | UFC 100                            | 2009년 7월 11일  | 2R, 2:43     | 미국, 라스베이거스            |
| 패 (실격) | 8–1         | 맷 하미얼             | 실격 (12‑6 엘보)              | TUF 10 Finale                      | 2009년 12월 5일  | 1R, 4:14     | 미국, 라스베이거스            |
| 승        | 8–0         | 스테판 보너           | 판정 (만장일치)               | UFC 94                             | 2009년 1월 31일  | 3R, 5:00     | 미국, 라스베이거스            |
| 승        | 7–0         | 안드레 구스마오       | 판정 (만장일치)               | UFC 87                             | 2008년 8월 9일   | 3R, 5:00     | 미국, 미니애폴리스            |
| 승        | 6–0         | 파커 포터             | TKO (펀치)                    | WCF 3                              | 2008년 6월 20일  | 1R, 0:36     | 미국, 매사추세츠              |
| 승        | 5–0         | 모 히니건             | TKO (펀치)                    | BCX 5                              | 2008년 6월 12일  | 1R, 0:14     | 미국, 버몬트                  |
| 승        | 4–0         | 라이언 베이스         | KO (펀치)                     | WCF 1                              | 2008년 5월 9일   | 1R, 0:40     | 미국, 매사추세츠              |
| 승        | 3–0         | 리처드 베릿           | TKO (펀치)                    | USKBA: Battle Cage Xtreme 4        | 2008년 4월 12일  | 1R, 0:36     | 미국, 뉴저지                  |
| 승        | 2–0         | 카를로스 에두아르도   | TKO (펀치)                    | Full Force Productions: Untamed 20 | 2008년 3월 29일  | 1R, 0:44     | 미국, 매사추세츠              |
| 승        | 1–0         | 브래드 번드           | TKO (펀치)                    | Full Force Productions: Untamed 19 | 2008년 4월 12일  | 1R, 1:00     | 미국, 매사추세츠              |

## 약물에 대한 오해와 선수들의 평가
마리화나와 코카인이 검출된 적이 있었는데, 이것은 경기력 향상 약물이 아닌 마약이다. 따라서, 아무 처벌이 되지 않았다. 왜냐하면 이것들은 경기력 향상 금지약물이 아니라 형사처벌 대상인 것이기 때문이다.
튜리나볼이 검출된 적이 있었는데, 현재 튜리나볼에 관련된 모든 건이 기준이 음성으로 바뀌었다. 따라서, 다니엘 코미어와 2차전 현재 1NC 기록이 1승으로 바뀔 수 있다. 일각에서는 1승리로 바뀌어야 한다고 주장하고 있다.
그렇다면, 존 존스 선수에 대해 2016년 7월 18일에 클로미펜네트로졸이 검출이 되었는데, 이것만이 문제가 될 수 있는 상황이다. 이것은 결국 오염된 비아그라로 인해 검출이 된 것으로 참작이 되었다. 어찌되었건, 그로인해 사람들이 존 존스를 약물을 사용했다고 생각할 수 있다.
다음은 존 존스가 그때의 검출된 비아그라에 대해서 말한 것이다.
""If I hadn't have taken that sex pill, I would be looked at as I would be the champion again currently.
The belt would be right here. I would have won at UFC 200 and people would have already been saying
'wow, it's so great to see the way Jon has turned his life around and he's doing the right things and he's becoming a man in front of our eyes'."
"내가 그때 비아그라를 먹지 않았다면, 또 챔피언이 되었고 벨트는 여기에 있었을 것이다. 그래서 UFC 200에서 역시 내가 이겼을 것이다.
사람들은 '와 존스가 또 해낸 것을 보아서 굉장하다'라고 말하고 있을 것이다."
사람들의 평가가 다양할 수 있지만, 존 존스가 약물로 현재 합당하게 비판을 받을 수 있는 것이라면 2016년 건 검사 하나여야 한다.
어찌됐건, 그마저도 비아그라 참작이 된 상황이다.
참고로, 현재 UFC 만큼 약물 검사를 강하게 하는 스포츠는 없다. 현재 UFC에선 올림픽보다 더 강한 약물 검사를 하고 있다. 다른 스포츠를 격투기에 그대로 들이되는 것은 어찌보면 적절하지 않을 수 있다. 왜냐하면, 그 스포츠를 검사 수준을 UFC 선수 수준으로 올려버리면 그 스포츠도 많은 선수들이 수두룩 걸릴 수도 있는 상황이다. 약물 검사를 허술한데 잡히는 선수가 있다면, 유사다 수준으로 올린다면 그 스포츠 역시 엄청나게 적발이 될 것이다. 적어도 어떤 스포츠를 비판을 한다면, 약물 검사를 그만큼 동등한 조건에서 했다는 전제하에 비판할 수 있어야 합당한 비판이다. 현재 UFC 만큼 약물 검사를 강하게 하는 스포츠는 없다.
여러 생각이 있을 수도 있지만, 수 많은 격투기 선수들이 존 존스를 GOAT로 인정하고 있다.

## 유튜버들의 거짓 선동 이유, 욱일승천기 파이터 GSP
<유튜버들의 약물 거짓선동>
1. 유튜버들이 지속해서 약물 6개 거짓언급을 하는 이유는?
유튜버를 제외하고는 알고리즘에 대해서 아는 사람은 거의 없을 것이다. 덧글에 덧글의 꼬리가 물어지면 그게 쇼츠 알고리즘이나 게시글 추천 알고리즘에 떠서 다른 이의 유튜브에 뜨게 만드는 역할을 하게 된다. 예를 들어서 "정찬성 선수는 대단하지 않다"라고 했을 때 거기서 공격과 방어의 덧글이 이어진다면 그거 자체로 알고리즘을 상대방에게 뜨게 할 수 있고, 이는 곳 수익창출이 된다. 그래서 유튜버들은 존 존스에게 공격적으로 게시를 하고 여기에 대해 공격과 방어를 통해 자신의 게시글을 알고리즘에 뜨게 함으로써 구독자 수도 늘리게 하고 게시글을 뜨게 할 수 있다. 어차피 여기서 싸워도 또 다른 게시글을 계속 올려서 그 이슈가 묻힘과 동시에 들어오는 유튜버 구독자는 늘어나고, 이는 자신에게 수익으로 가져다 준다. 보통 만 명이상이 되면 자신의 휴대폰 번호도 등록을 하고 수익창출을 하고 계속 열 유튜브 일을 하게 된다. 익명의 세상에서 존 존스가 약물 6개를 걸렸다는 코카인과 마리화나를 약물이라고 허위사실 명예훼손 고소를 할 일도 없고, 어차피 이 이슈는 지속해서 수익창출로 이어지게 할 수 있다. 대부분이 이런 유튜버들은 얼굴 공개를 안 한 사람들이다.
유일하게 얼굴 공개한 유튜버는 차도르인데, 차도르가 UFC 선수들 챔피언들, 랭커들 인터뷰를 땄는데 존 존스에게서는 못 땄다. 당신이 차도르라면 결국 존 존스에게 좋은 감정이 생길 수 없다. 차도르는 데이나 화이트, 알렉산더 볼카노프스키, TJ 딜라쇼, 알저메인 스털링, 시릴 가네 모두 인터뷰를 차도르는 땄다. 존 존스는 거절했다. 존 존스의 인터뷰를 딴다면 이는 곳 차도르에게 수익을 가져다 주는 구조가 된다.

<유사다 도입 전 2013년 은퇴해서 약물검사 안받았던 GSP>'
GSP는 유사다가 도입 됨과 동시에 은퇴해버렸고, 약물검사를 받지 않고 있다가 마이클 비스핑과 싸우려고 복귀했다. (GSP는 2013년 11월 16일에 조니 핸드릭스에게 편파판정으로 이겼고, 은퇴 선언함으로서 더 이상 약물검사를 받지 않는다. 그리고 약 4년동안 유사다 약물검사를 받지 않고 있다가 2017년 11월 4일에 복귀를 한다.) 보통 약물 잔여는 6주인데 효과는 1년 가는 것도 있다. 마이클 비스핑도 GSP에게 약물드립을 쳤다. 약 잘 빨고 왔냐. 이젠 약물 못빨텐데 하면서 기자회견장에서 놀렸다.

<한국의 역적, 욱일기 파이터 GSP와 마크헌트>
국제적으로 히틀러나 나치를 상징하는 제스처를 하면 알고 했건 모르고 했건 심각한 비난을 당함과 함께 매장을 당한다. 마찬가지로 GSP나 마크헌트 같은 욱일승천기를 입은 파이터는 한국인으로서 아시아인으로서 매장시켜야 한다. 그 시절 목숨을 걸고 욱일기 일본제국을 향해 청춘을 바쳤던 윤봉길 의사님, 이봉창 의사님, 안중근 의사님, 유관순 의사님께 예의가 아니다. 소녀상에 상징적인 의미를 모르고 해도 우리나라에서 매장시키는 것처럼 우리나라에서도 욱일기를 입은 자를 확실하게 매장시켜버려야 좋은 선례를 남기는 것이다. 그게 그 시절 청춘을 바쳤던 분들에게 최소한의 예의를 지키는 공로이다. 유튜버들도 욱일기 파이터 GSP, 마크헌트 같은 놈을 밀어주면 안된다.

<왜 존 존스는 약물러가 아니라고 보는 게 합당한가?>
보통 약물을 쓰다가 안쓰면 실력이 낮아지게 마련이다. 유사다를 기점으로 실력이 급강한 선수가 대표적이다. 크리스 와이드먼도 극강이었다가 유사다가 도입됨과 동시에 실력이 급강했다. 비토 벨포트도 극강이었다가 유사다가 도입됨과 동시에 실력이 급강했다. 알리스타 오브레임도 극강이었다가 유사다가 도입됨과 동시에 실력이 급강했다. GSP 2013년 유사다 도입 전에 은퇴를 갑자기 해버리고 4년동안 약물검사를 받지 않았다. 은퇴한 상태였으니까. 선수들은 암묵적으로 다 알고 있다.